# Tenebroides opaca
Tenebroides opaca is een keversoort uit de familie schorsknaagkevers (Trogossitidae). De wetenschappelijke naam van de soort werd in 1875 gepubliceerd door Edmund Reitter.